# Chaglla (distrito)
O Distrito peruano de Chaglla é um dos quatro distritos que formam a Província de Pachitea, situada no Departamento de Huánuco, pertencente a Região Huánuco, na zona central do Peru.

## Transporte
O distrito de Chaglla é servido pela seguinte rodovia:
- PE-18A, que liga o distrito de Luyando à cidade de Pillco Marca
- PE-18B, que liga o distrito e Santa María del Valle à cidade de Codo del Pozuzo[1][2][3]